# Экстремальный туризм
Экстрема́льный тури́зм — в широком смысле один из видов туристского отдыха, в той или иной степени связанный с риском.
Иногда под экстремальным туризмом понимают отказ от новейших электронных и механических приспособлений, помогающих выжить: GPS и другие навигаторы, огнестрельное и иное оружие (кроме ножа). В просторечии «выживальщик» — человек, занимающийся экстремальным туризмом, берёт с собой только самые простые и необходимые вещи.

Поход в горы

## Виды экстремального туризма
Существуют много видов экстремального туризма. Некоторые из них:
- Автомобильный туризм — путешествия людей в страны или местности, отличные от их постоянного места жительства, в которых основным средством передвижения выступает частный или арендованный автомобиль. Автомобильные путешествия являются разновидностью туризма
- Альпинизм — вид спорта и активного отдыха, целью которого является восхождение на вершины гор. Спортивная сущность альпинизма состоит в преодолении препятствий, создаваемых природой (высота, рельеф, погода), на пути к вершине
- Велосипедный туризм — один из видов туризма, в том числе спортивного, заключающийся в преодолении маршрута группой велосипедистов. В спортивном туризме на средствах передвижения (вело) рассчитывается категория сложности как самого маршрута, так и категория трудности отдельных протяженных препятствий[1]
- Горный туризм — вид туризма, заключающийся в передвижении группы людей с помощью мускульной силы по определённому маршруту, проложенному в горной местности в условиях высокогорья
- Лыжный туризм — вид спортивного туризма. Основной целью является преодоление группой маршрута на лыжах в холодное время года по мало- и ненаселенной местности, в высоких широтах,горной местности
- Дайвинг — это подводное плавание со специальным снаряжением
- Джиппинг
- Трущобный туризм можно отнести к экстремальным видам туризма, в тех случаях, когда субъект действует самостоятельно
- Джунглевый туризм — разновидность приключенческого туризма
- Индустриальный туризм, в том числе спелеотуризм
- Каякинг — один из видов водного туризма, спорта или активного отдыха на воде с использованием судна, которое называется каяк. Человек, занимающийся каякингом, называется каякером
- Пешеходный туризм — вид спортивного туризма. Основной целью является пешее преодоление группой маршрута по слабопересечённой местности
- Рафтинг — спортивный сплав по горным рекам и искусственным гребным каналам на 6-, 4- и 2-местных надувных судах (рафтах)
- Автостоп — бесплатное передвижение на попутном транспорте с согласия водителя
- Легкоходство — направление в туризме, отличительной чертой которого является максимальное снижение веса снаряжения, без угрозы безопасности
- Роуп-джампинг — экстремальный вид спорта, прыжки с верёвкой с высокого объекта при помощи сложной системы амортизации из альпинистских веревок и снаряжения
- Мотоциклетный туризм — один из видов туризма, в котором мотоцикл служит средством передвижения
- Экзотический туризм — это вид путешествий, который предполагает посещение необычных, незнакомых или нестандартных мест